# Pandanus freetownensis
Pandanus freetownensis är en enhjärtbladig växtart som beskrevs av Huynh. Pandanus freetownensis ingår i släktet Pandanus och familjen Pandanaceae.
Artens utbredningsområde är Sierra Leone. Inga underarter finns listade.